# بوریس اسمیلیانیچ
بوریس اسمیلیانیچ (انگلیسی: Boris Smiljanić؛ زادهٔ ۲۸ سپتامبر ۱۹۷۶) بازیکن فوتبال اهل سوئیس است.
از باشگاه‌هایی که در آن بازی کرده‌است می‌توان به باشگاه فوتبال بازل و باشگاه فوتبال گراس‌هاپر زوریخ اشاره کرد.
وی همچنین در تیم ملی فوتبال سوئیس بازی کرده‌است.

## دوران ملی
اگرچه او شرایط بازی برای تیم ملی فوتبال کرواسی یا صربستان، که کشورهای والدینش بودند، داشت اما تصمیم گرفت برای سوئیس، کشور محل تولدش بازی کند. او اولین بازی ملی خود را در شکست دوستانه ۳–۰ مقابل تیم ملی فوتبال جمهوری چک در ۱۸ اوت ۱۹۹۹ انجام داد. او دو بازی دیگر برای سوئیس زیر نظر گیلبرت گرس انجام داد، اما زمانی که انزو تروسرو هدایت این تیم را برعهده گرفت، مجبور شد از ترکیب خارج شود. او در سال ۲۰۰۶ بازگشتی شوکه‌کننده به تیم ملی سوئیس داشت.